# 格罗鲁夫尔
格罗鲁夫尔（法語：Grosrouvre，法語發音：[ɡʁoʁuvʁ]）是法国伊夫林省的一个市镇，属于朗布依埃区。

## 地理
格罗鲁夫尔（48°46'56"N, 1°45'44"E）面积12.43 平方千米，位于法国法蘭西島大區伊夫林省，该省份为法国北部内陆省份，北起瓦兹河谷省，西接厄尔省，西南接厄尔-卢瓦省，东南接埃松省，东临上塞纳省。
与格罗鲁夫尔接壤的市镇（或旧市镇、城区）包括：拉克莱西夫林、加吕、冈拜、冈拜瑟伊、梅雷、蒙福尔拉莫里、伊夫林地区圣莱热。

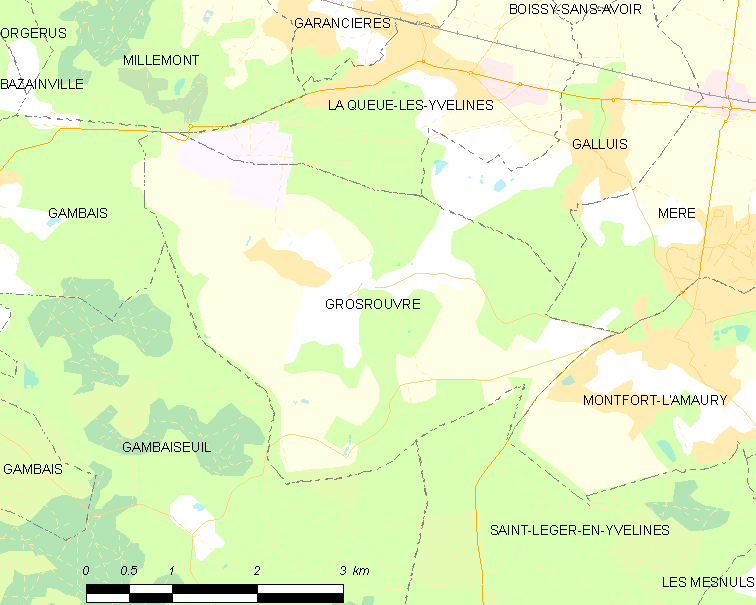
格罗鲁夫尔的OSM定位图

格罗鲁夫尔的时区为UTC+01:00、UTC+02:00（夏令时）。

## 行政
格罗鲁夫尔的邮政编码为78490，INSEE市镇编码为78289。

## 政治
格罗鲁夫尔所属的省级选区为欧贝让维尔县。

## 人口

1962-2008年间格罗鲁夫尔人口变化图示

格罗鲁夫尔于2022年1月1日时的人口数量为901人。